# Enrique Medina
Enrique Medina (n. en Buenos Aires el 26 de diciembre de 1937) es un escritor argentino.

## Carrera
Realizó estudios de pintura, teatro y cine, habiendo filmado algunos cortometrajes. Durante un lapso de diez años recorre Latinoamérica, trabajando como periodista, marionetista y actor y director teatral.
Al regresar a su país natal realizó varios trabajos dentro de la industria cinematográfica y televisiva, como parte del equipo técnico y como camarógrafo de varias películas (como Juan Lamaglia y Sra. y Paula contra la mitad más uno) y en el canal 11.
En 1972 publica Las tumbas, su primera novela y quizás la más reconocida, que obtiene una buena repercusión en el público y la crítica. La misma es un retrato con tintes autobiográficos, que narra la vida en un Instituto de menores. Entre 1973 y hasta el regreso de la democracia en 1983, sus novelas fueron prohibidas y Medina perseguido por el gobierno de facto de ese entonces.
Ejerció la docencia, como profesor de Literatura en la Universidad de Arizona (Estados Unidos) en 1978.
En 1986 realiza el guion cinematográfico de una de sus novelas, Perros de la noche. La película recibió los premios Cóndor de Plata, ARGENTORES y el Premio Nacional.
Se desempeñó, además, en medios gráficos colaborando con revistas como Satiricón, Humor, El Gráfico, el semanario Nueva Presencia y diarios como Síntesis (de México) y, desde su fundación en 1987, en el diario Página/12. También realizó crítica teatral en el periódico The Buenos Aires Herald. 
Asimismo, dirigió colecciones literarias como Latinoamérica Viva de Editorial Abril y El paraíso perdido, de Editorial Milton-Galerna.
Fue invitado a importantes eventos internacionales, como el "Festival Internacional de la Poesía Árabe" (Bagdad, 1990), el "Congreso Nacional de Literatura Argentina" (realizado en San Juan), el "Festival Internacional de Literatura" (realizado en Saint-Malo, Francia, en 1996, al que concurrió con Adolfo Bioy Casares y Osvaldo Soriano) y el "Primer Encuentro de Escritores Latinoamericanos" (realizado en el 2002 en Lyon, Francia).

## Obras
Algunas de sus obras fueron traducidas al francés, portugués, inglés, húngaro, polaco e italiano. Se realizaron adaptaciones cinematográficas de Las tumbas y Perros de la noche, y teatrales de otras obras.
Novela
- Las tumbas (1972)
- Sólo ángeles (1973)
- Transparente (1974)
- Strip-tease (1976)
- El Duke (1976)
- Perros de la noche (1978)
- Las muecas del miedo (1981)
- Con el trapo en la boca (1983)
- Año nuevo en Nueva York (1986)
- Buscando a Madonna (1987)
- El secreto (1989)
- Gatica (1991)
- El escritor, el amor y la muerte (1999)
- La espera infinita (2001)

- Mujeres y amantes (2008)

- El último argentino (2011)
- El jardín de Anías (2012)
- La.yegua (2013)
- El tango de LooSanty (2013)
- Los hámsteres (2015)
- Casta murana (2018)
- ¡Priscila, Priscila! (2020)
- Los condenados (2020)

Cuentos
- Las hienas (1975)
- Los asesinos (1984)
- Desde un mundo civilizado (1987)
- Aventuras prohibidas (1988)
- El hombre del corazón caído (1990)
- Es usted muy femenina (1992)
- Deuda de honor (1992)
- Cabalgando van: fantasias sobre autores y artistas (2017)
- Sudores y tajos: fantasias sobre autores y artistas (2018)
- Relatos (2020)
- Sinfonía infernal (2019)
- La ciudad dorada (2021)
- Relatos breves (2021)

Ensayo
- Colisiones (1984)
- El Topo (2023)
- Propositos (2024)

Teatro
- Pelusa rumbo al sol (1976)

## Premios y distinciones
- 1976 Invitado a la exposición internacional realizada en París Images-Més sages d'Amerique Latine, que difundía a los artistas perseguidos en Latinoamérica.[1]
- Medalla de Plata al Mérito de la fundación CLED.[1]
- 1982 Faja de Honor de la Sociedad Argentina de Escritores por su obra Las muecas del miedo.[1]
- 1984 Declarado Visitante de honor por la Universidad Nacional de Cuyo.[1]
- 1992 Primer Premio Municipal por Deuda de Honor.[1]